# Werner Frey
Werner Frey (* 27. Juni 1912 in Unterseen; † 18. Oktober 1989 in Zürich) war ein Schweizer Architekt, dessen Bauten der Nachkriegsmoderne Zürich mitprägten. Sein Werk überdeckt ein breites Spektrum von Wohn-, Bildungs-, Gewerbe- und Industriebauten in Zürich, Brugg und Winterthur.

## Ausbildung und Werk
Frey studierte von 1932 bis 1937 an der ETH Zürich. Anschliessend arbeitete er im Büro von Josef Schütz, bevor er sich 1943 selbständig machen konnte. Zunächst führte er das Büro mit seinem Partner Oskar Becherer, ab etwa 1949 alleine.

### Frühe Wohnbauten
Bereits der erste ausgeführte Entwurf des Büros, die Bellariapark-Häuser, eine Gruppe von Mehrfamilienhäusern für den gehobenen Mittelstand auf dem Gelände des ehemaligen Gretenguts in Zürich-Enge, wurden mit der Auszeichnung für gute Bauten in der Stadt Zürich bedacht, ein Preis, den seine Häuser insgesamt sieben Mal erhielten, so oft wie kaum ein anderer. So beispielsweise der Lux-Hof, ein sechsgeschossiges, mehrere Grundstücke zusammenfassende Wohn- und Geschäftshaus mit Läden in der Erdgeschosszone, darüber einem Büro- und vier Wohngeschossen. Gleich nach dem Zweiten Weltkrieg baute das Büro auch die Siedlung im Mattenhof, am äussersten Zürcher Stadtrand in Schwamendingen gelegen.

### Kinos der 1940er Jahre
1947–48 schuf er mit dem Bühnenbildner Roman Clemens das Lichtspielhaus Studio 4. Das Kino ist im ebenfalls von Frey geplanten Geschäftshaus Neuegg gelegen, das in der damals sich rasch längs des Talackers entwickelnden City am Pelikanplatz entstand. Es überrascht durch sein mondänes Kinoportal, hinter dem sich im Foyer plastisch das Bauvolumen des Kinosaals abzeichnet. Unter einer wellenartig sich ins Gebäude ziehenden Decke, besetzt mit ungleich grossen Spiegelpunkten, wird der Besucher gewissermassen ins Gebäude gespült: «Werner Frey und Roman Clemens vollbringen hier das Kunststück, auf kürzester Distanz den Übergang von der Strasse in den um ein halbes Geschoss versetzten Kinosaal zu vollziehen. Eben noch stand man zum Kauf der Kinokarten auf den hell-dunklen Bodenplatten des Foyers, plätschert dann vor dem Firmament aus Spiegelpunkten die vier breiten Stufen hinunter und wird zu beiden Seiten über weitere Stufen weggespült und in den Kinosaal geschwemmt, …» Ein weiteres Kino plante Frey wenige Jahre später in der Altstadt, im Niederdörfli, mit dem Cinema Étoile. Auch hier geht der Weg vom ebenerdigen Foyer mit den seitlich eingebauten Kassen hinunter über die Garderobe bis zum vollständig unterirdischen Kinosaal, über dem sich der begrünte Innenhof befindet. Während im Foyer spiegelnde Flächen dominieren – der Boden aus geschliffenem Quarzit, die Wände mit dunkelgrau, gold und hellblau gefärbtem Glas bekleidet, wird der Saal von den dunklen, in der Art einer Balgenkamera zur Projektionsfläche hin gefalteten Seitenwänden und den Polstern der Bestuhlung bestimmt.

### Bauten für die Bildung
Oben am Zürichberg entstand 1954 das Primarschulhaus Heubeeribühl, ein auf einer Terrasse gelegenes Kleinschulhaus mit drei Klassenzimmern, deren quadratischer Grundriss mit freier Bestuhlungsmöglichkeit die Probleme der Belichtung durch ein zusätzliches Oberlicht löste, dass dem Gebäude seine charakteristische Form verleiht.
Ende der 1950er Jahre folgte das Jugendheim Erika an der Rötelstrasse, das baulich ein Familiengruppensystem ermöglichte. Diskutiert wurde dieser Bau im Themenheft der Fachzeitschrift Werk unter dem Thema Internate, Studentenwohnungen. Die fünf Familiengruppen für jeweils etwa zehn Jugendliche sind um das Zentralgebäude für Leitung, Speisesaal, Zentralküche etc. angeordnet.
Mitte der 1960er Jahre wurde die Abteilung Frauenberufe aus der Gewerbeschule Zürich ausgegliedert und erhielt einen Neubau im Industriequartier, der dort einen älteren Schulbau ersetzte.

### Industrie- und Gewerbebau
Die Gewerbehäuser am Giesshübel, 1955 bis 1956 erbaut, stellen drei streng gereihte Blöcke dar, deren strassen- und schienenseitige Fassade vom Spiel der Wiederholung lebt, während die dazwischenliegenden Treppenhaus- und Versorgungstrakte die Einzelblöcke raffiniert umklammern.

## Werkliste
- Bellariapark, Doppelmehrfamilienhäuser, Zürich 1944–45 (mit Oskar Becherer)
- Siedlung Mattenhof, Zürich 1946–47 (mit Oskar Becherer, Otto Dürr, Karl Kündig)
- Luxhof, Wohn- und Geschäftshaus, Zürich 1946–47 (mit Oskar Becherer, René Schneider)
- Studio 4, Kino, Zürich 1948–49 (mit Roman Clemens) im Neubau des Geschäftshaus Neuegg (Werner Frey)
- Goldenes Schwert, Hotel, mit Ciné Etoile, Zürich 1951–52 (mit Otto Dürr, Willi Roost, Hans R. Beck)
- Heubeeribühl, Schulpavillon, Zürich 1953–54
- Lagerhaus, Chemische Fabrik Brugg 1954–55
- Giesshübel, Gewerbehäuser, Zürich 1955–56
- Zentralverwaltung SBKK, (heute SWICA), Winterthur 1956–57
- Jugendheim Erika, Zürich 1958–59 und 1969–70
- Gewerbeschule der Stadt Zürich, Abteilung Frauenberufe, Zürich 1962–63
- Bürogebäude Kumag, Zürich 1959–60
- Büro und Gewerbehaus, Depot Brauerei Eichhof, Zürich 1963
- Tanklager, Chemische Fabrik Brugg 1963–64
- Geschäftshaus Patria, Zürich 1963–69
- Etzelgut, Altersheim, Zürich 1965–67
- Mensa, Universität Zürich, 1968–69
- Verwaltungsgebäude, Chemische Fabrik Brugg 1971–72
- Bayer AG, Gewerbegebäude, Zürich 1972
- Säuren- und Laugenlager, Chemische Fabrik Brugg 1972–73
- ACS-Haus, Zürich 1977–78
- Zentralverwaltung SBKK, Winterthur 1980–83